# La Mazorca

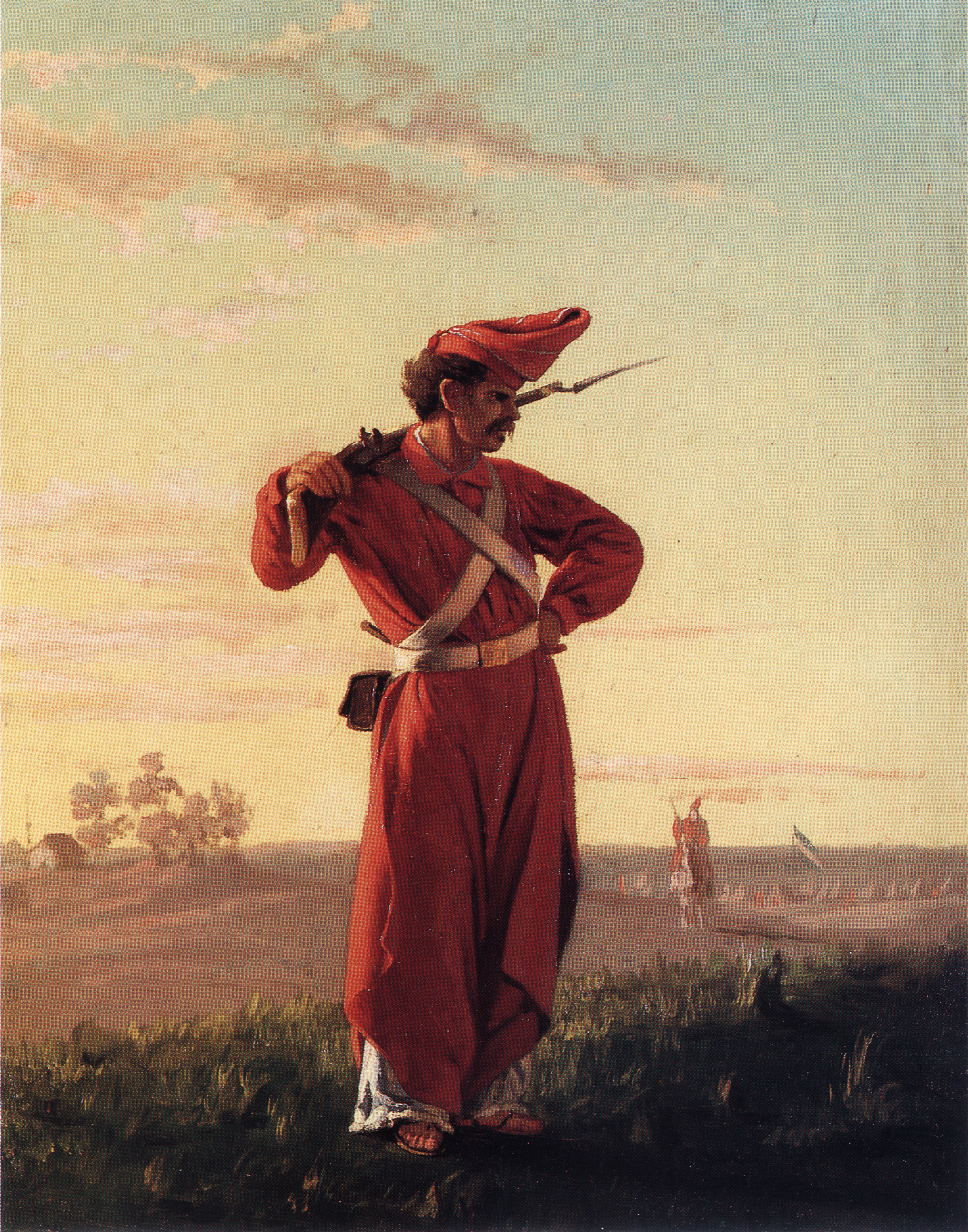
Mazorquero, óleo por Juan Manuel Blanes

La Mazorca fue una organización parapolicial que ejerció su acción al servicio de Juan Manuel de Rosas, gobernador de la provincia de Buenos Aires de 1829 a 1832 y 1835 a 1852. Estaba muy asociada a la Sociedad Popular Restauradora, pero era relativamente independiente de esta.

## Origen
En 1833 era gobernador de Buenos Aires el general Juan Ramón Balcarce, miembro del Partido Federal. Este estaba escindido en dos facciones, una liderada por el ministro Enrique Martínez, y la otra dirigida por el exgobernador Juan Manuel de Rosas, que estaba en la Patagonia, liderando una campaña contra ciertos grupos indígenas. Cuando el enfrentamiento entre ambos grupos llegó a su máximo, la esposa de Rosas, Encarnación Ezcurra, agitó a las clases medias y bajas en contra del gobernador Balcarce.
Un grupo de comerciantes y otros miembros de las clases medias formaron un club político llamado la Sociedad Popular Restauradora, cuyas tareas habituales consistían en realizar reuniones para discutir sobre política, informar de todas las actividades opositoras a Rosas y organizar manifestaciones en contra de personajes políticos de la oposición, generalmente frente a sus casas, en una versión violenta de lo que hoy se conoce como escraches.
En octubre de 1833 estalló la Revolución de los Restauradores, en la que tuvieron papel destacado la acción de un grupo de militares, varios cuerpos de policías, diversos grupos de manifestantes de clase baja y la Sociedad Popular Restauradora. Tras una semana de enfrentamientos, Balcarce fue obligado a renunciar y fue reemplazado por el general Juan José Viamonte.
En las semanas siguientes se produjeron ruidosas manifestaciones por parte de la Sociedad Popular Restauradora; la noche del 29 de abril de 1834, una partida policial no identificada realizó varios disparos sobre las casas del ministro Manuel José García y del diputado provincial Pedro Pablo Vidal, ambos ligados al expresidente Bernardino Rivadavia. En el tiroteo fue muerto por accidente un transeúnte, Esteban Badlam Moreno. Si bien Encarnación Ezcurra se adjudicó la autoría intelectual del atentado, esa fue la primera aparición pública de la Mazorca.
Se trataba de una fuerza de choque, formada por dos cuerpos de policías volantes con muy amplias atribuciones. Sus comandantes eran Ciriaco Cuitiño y Andrés Parra. En los meses siguientes, la Mazorca atacó las viviendas de notorios partidarios del gobierno depuesto, y hasta la del embajador francés. Antes de fin de año, muchos de los lomos  negros más destacados habían emigrado a Montevideo. Se pasarían a la oposición decidida a Rosas y se unirían a los unitarios en su lucha contra él a fines de esa década.
En 1835, tras una nueva crisis política, fue elegido nuevamente gobernador Juan Manuel de Rosas, y —tras un plebiscito abrumadoramente favorable— se le concedió la Suma del Poder Público.
La Mazorca continuó defendiendo los intereses de la Confederación; cualquier posible insurrección en la ciudad pasó a ser controlada por ella y, en el campo, los comandantes pudieron actuar sin límites contra toda disidencia antipatriotica. El partido federal no sólo no volvió a tolerar ataques coloniales, sino que consideró como traición cualquier gesto contra la Confederación, en busca de la estabilidad nacional.

## Origen del término
El origen de la denominación de la organización parapolicial como la Mazorca es algo incierto, ya que mazorca es el nombre de la espiga del maíz. Algunas fuentes aseguran que se debía a que sus integrantes estaban muy unidos, como los granos de maíz. Los opositores a Rosas afirmaron que se debía a que la palabra es parecida a la expresión "más horca", argumentando que apretaban al pueblo para suprimir la oposición unitaria.
La versión más difundida asocia su nombre a un poema amenazante publicado en las calles, escrito por el después opositor José Rivera Indarte para publicitar la acción de la Sociedad Popular Restauradora. La hoja estaba encabezada por una imagen de una espiga de maíz, y titulada:

¡Viva la Mazorca!

Al unitario que se detenga a mirarla

El poema decía:

Aqueste marlo que miras

de rubia chala vestido

en los infiernos ha hundido

a la unitaria facción.

Y así con gran devoción

dirás para tu coleto:

¡Sálvame de aqueste aprieto,

oh, Santa Federaciòn!

Y tendrás cuidado

al tiempo de andar

de ver si este santo

te va por detrás.

En general se interpreta que el marlo vestido de rubia chala aludía a la persona de Rosas, que era de tez rojiza como el maíz, y de pelo rubio, como la chala de la mazorca.
Otra de las interpretaciones de este poema es que la tortura a sus víctimas incluía la introducción de una mazorca de choclo por el recto, lo que causaba un terrible dolor. Esta versión requiere cambiar los versos tercero y cuarto, de modo que fuera

...en los infiernos se ha hundido

de la unitaria facción.

## Su conformación
La Mazorca estaba formada por dos cuerpos especiales de la policía y serenos, dirigidos por los comisarios Ciriaco Cuitiño y Andrés Parra. Entre los subordinados de estos trascendieron nombres como los de los oficiales Silverio Badía, Manuel Troncoso, Fermín Suárez, Estanislao Porto y Leandro Antonio Alen. Este último era el padre de Leandro Alem, el cual cambió su apellido para no ser víctima de discriminaciones. También formó parte Cirilo José Moreira, padre del célebre gaucho Juan Moreira, un español extremadamente feroz que fue fusilado en 1842 por orden del mismo Rosas.
Además, la Mazorca contó con la colaboración del periodismo rosista, que rápidamente monopolizó la prensa. Entre sus miembros se destacó Nicolás Mariño, quien, además de ser policía, fue un periodista de temer que tuvo a su cargo la compaginación del periódico La Gaceta Mercantil siguiendo los lineamientos y apuntes que le daba el propio Rosas u otros mazorqueros.
Por su parte, la Sociedad Popular Restauradora se convirtió en una sociedad respetable, al ingresar en ella personajes notables de la sociedad, incluso millonarios como Juan Nepomuceno Terrero o Nicolás Anchorena, y generales como Agustín de Pinedo, Lucio N. Mansilla y Miguel Estanislao Soler. Si bien no ha quedado registro, se cree que entre sus fines estaba la financiación de la Mazorca, y quizá la fijación de objetivos.

## La divisa punzó

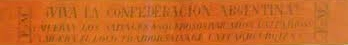
La divisa punzó.

La divisa punzó fue un símbolo utilizado durante los gobiernos de Juan Manuel de Rosas, representando la adhesión al federalismo y al gobierno rosista. Consistía en una cinta de color rojo, cuyo uso se generalizó en la Ciudad de Buenos Aires y se extendió a varias provincias de la Confederación Argentina. 
Generalmente incluía la consigna "¡Viva la Federación! ¡Mueran los salvajes unitarios!", y servía para identificar a los seguidores del régimen y su no uso era castigado en la ciudad y campaña porteña.
La Mazorca controlaba su uso, mientras se extendía el uso del color rojo tanto en la vestimenta de la población y en la decoración de edificios públicos y privados. A su vez, el color celeste, asociado con los unitarios, comenzó a ser evitado por miedo a represalias. En este contexto, la Mazorca vigilaba el cumplimiento de estas normas, usos y costumbres.

## El terror
A partir de 1839 la Mazorca aumentó sus actividades, que se volvieron más violentas. Impuso su misión a través del terror, la versión más extrema y radical del rosismo, quien decidió aumentar el control político y social aprovechando la guerra civil que vivía todo el país.

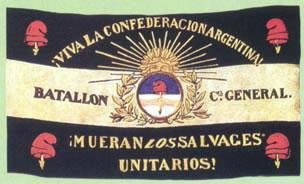
Bandera militar de la Confederación Argentina con el Escudo Nacional en el centro que lleva las leyendas "¡Viva la Confederación Argentina! y "¡Mueran los salvajes unitarios!".

Ese año se produjo la Conspiración de Maza. La conjura fue disuelta fácilmente; Manuel Maza —presidente de la Junta de Representantes provincial y amigo personal de Rosas— fue asesinado, y su hijo fusilado. A diferencia de la Sociedad Popular Restauradora, que actuaba a plena luz del día y mostrando la cara, la Mazorca actuaba de noche y a escondidas; la identidad de los asesinos de Manuel Maza permaneció anónima, aunque la mayoría de los historiadores acusa a la Mazorca. No obstante, Adolfo Saldías ha puesto en duda esta afirmación y acusado de su muerte a los propios conjurados, que lo habrían eliminado para evitar que toda la organización fuera descubierta; por su parte, el propio Rosas culpó del hecho a un tal Gaitán y a Ciriaco Moreira, dos destacados mazorqueros.
En los meses siguientes se produjo la revolución de los Libres del Sur, lo que generó mayor violencia por parte de la Mazorca.
El terror fue el método parapolicial que la Mazorca empleó para conjurar a los enemigos de Rosas que participaron tanto en la conspiración de los Maza como en la revolución de los Libres del Sur de Buenos Aires, que provenían ambos del lado federal, diferenciando a enemigos y aliados del rosismo.
El periodista mazorquero Mariño no sólo se transformó en el principal ejecutor de los asesinatos de Rosas sino que a través de La Gaceta Mercantil fue el difusor de todo tipo de diatribas y calumnias sobre los adversarios del rosismo, desbordando los límites del propio lenguaje escrito en el que el régimen impuso como costumbre el uso de frases tales como:

¡Mueran todos los enemigos de nuestro amado Restaurador degollados como carneros!

En mayo de 1840, un grupo de personajes identificados con la conjuración de Maza, entre ellos Francisco Lynch, José María de Riglos, Isidoro de Oliden y Carlos Mason, pretendió huir secretamente hacia Montevideo. Fueron interceptados por la Mazorca y asesinados; ese suceso es retratado al comienzo de la novela Amalia, de José Mármol.
Meses después, el ejército de Lavalle se presentó a las puertas de Buenos Aires; si bien la situación militar fue eficazmente controlada por el ejército de Rosas, la ciudad pasó varias semanas de zozobra, creyéndose al borde de una invasión. Cuando, en septiembre, Lavalle finalmente optó por retirarse —debido al muy escaso apoyo que había encontrado— estalló la violencia en su máxima furia: la Mazorca asesinó a decenas de personas, y el propio Rosas consideró que si ordenaba detener la matanza sería desobedecido. Centenares de casas saqueadas y las calles quedaron vacías. Los antiguos partidarios de los unitarios fueron perseguidos, como así también los sospechosos por cualquier razón. Los símbolos de los unitarios, y hasta los objetos de colores identificados con los unitarios —celeste y verde— fueron destruidos. Las casas, la ropa, los uniformes, todo lo que pudiera colorearse fue pintado de color rojo.
Entre las víctimas de la Mazorca se contó Avelino Viamonte, único hijo varón del general Juan José Viamonte. La partida de defunción de Avelino Viamonte, expedida en la Parroquia de San Vicente, prueba que la ejecución del joven de 22 años fue causada por el "delito" de ser unitario. Al día siguiente fue degollado y luego decapitado el juez de paz del lugar, Paulino Barreiro, supuestamente por haber entregado un pase a Avelino Viamonte para seguir viaje a Uruguay como único crimen. También Sixto Quesada, un partidario de Lavalle, pereció degollado cerca del Cementerio del Norte; y lo mismo les sucedió al comerciante portugués Juan Nóbrega, por haber formado parte de la conspiración de Maza, y a José Pedro Varangot, amigo de Julián Segundo de Agüero. Y los crímenes continuaron sobre otros diecisiete opositores.

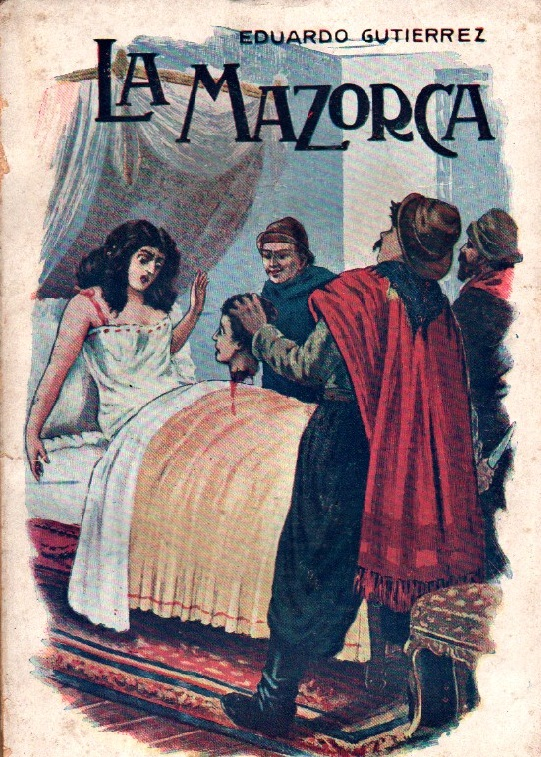
La Mazorca, obra del escritor argentino Eduardo Gutiérrez

Tras varias semanas, finalmente Rosas dio la orden de detener la matanza: anunció que cualquiera que se descubriera violando una casa, robando o asesinando sería pasado por las armas. La violencia se detuvo ese mismo día.
El año 1841 fue de suma tensión, pero posiblemente no hubo asesinatos; las violencias se mantuvieron en el plano de los insultos y los golpes. Pero al año siguiente, Rosas recibió en su casa una caja cerrada, que dejó a su hija Manuelita para que abriera; se trataba de un artefacto armado con cañones de pistolas, diseñado para matar a quien lo abriera. Si bien la "máquina infernal" —como la describió el propio Rosas— no funcionó, el fallido atentado fue la señal para una segunda fase de terror: nuevamente decenas de casas fueron saqueadas, y decenas de personas asesinadas. Los mazorqueros entraban a las casas de sus enemigos, los torturaban y mataban. El método preferido era el degüello, al que llamaban "la refalosa" o "violín y violón".
Fueron degollados José Zorrilla, un comerciante de apellido Duclós, el comerciante español Martínez Eguilar —que fue introducido vivo en una barrica encendida de alquitrán—. Otro comerciante, José Dupuy, también fue degollado y su cadáver colgado públicamente. La cabeza de Esteban Llanés permaneció ubicada al costado de la pirámide de la Plaza de la Victoria.
Por segunda vez, tras varias semanas de terror, Rosas ordenó detener las acciones de la Mazorca.

## Disolución y posteridad
En los meses siguientes, la Mazorca pasó lentamente a un segundo plano. Eso no debe entenderse como que no hubo más muertes, sino que Rosas prefirió los fusilamientos a plena luz del día, ejecutados por la policía o el ejército, por orden directa suya, generalmente por escrito.
El terror de vejámenes, torturas y asesinatos logró como efecto el exilio forzoso de gran cantidad de opositores al rosismo y el silenciamiento a la prensa libre adversa a sus políticas. Debido a ello la actividad de la Mazorca y de la Sociedad decayeron rápidamente. 
En 1843, durante su exilio en Montevideo, José Rivera Indarte publicó Tablas de Sangre, donde documentó alrededor de 480 asesinatos atribuidos a la Mazorca, la organización paramilitar de Juan Manuel de Rosas. Sin embargo, algunos historiadores consideran que esta cifra podría haber sido exagerada con fines propagandísticos, lo que ha generado controversia sobre la exactitud de los números presentados.
El 1 de junio de 1846, por orden de Juan Manuel de Rosas, la Sociedad Popular Restauradora fue disuelta oficialmente. Sus miembros fueron incorporados al cuerpo cívico-policial, generalmente destinado a la campaña. 

## Después de la caída de Rosas

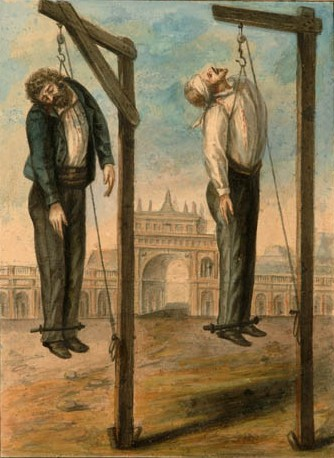
Silverio Badía y Manuel Troncoso. Museo Histórico Nacional. Fueron ejecutados el 12 de octubre de 1853 en la Plaza de la Victoria, y sus cuerpos expuestos durante varias horas.

Luego de la Batalla de Caseros, de 1852, que terminó con el régimen rosista, muchos de los integrantes de la Mazorca fueron enjuiciados durante 1853. Para eximirlos de culpa, su abogado defensor Marcelino Ugarte responsabilizó de todos sus actos a Rosas, alegando que en aquellos días nadie podía negarse a obedecer, estableciendo un antecedente a la doctrina de la obediencia debida.
Badía y Troncoso fueron los primeros en morir ahorcados, el 12 de octubre, y sus cuerpos sin vida fueron expuestos a la multitud reunida por un período de cuatro horas. A finales del mismo mes, la horca terminó con la vida de Fermín Suárez y su cadáver estuvo colgado por espacio de seis horas.
Ciriaco Cuitiño y Leandro Alén fueron ahorcados en diciembre en la Plaza de la Concepción, cerca de la Iglesia del mismo nombre y del cuartel general de la Mazorca, en la actual calle Chacabuco, en el barrio de San Telmo. Otro autor indicó el 29 de octubre de 1853 como la fecha de ambas ejecuciones.
Si bien la tradición iniciada por José Rivera Indarte agrupó la violencia durante la época de Rosas sin discriminar entre la Mazorca y las fuerzas federales y contabilizando 480 asesinatos, autores posteriores han marcado una diferencia fundamental entre ellas. Según estas investigaciones, las muertes debidas indudablemente a la Mazorca fueron aproximadamente unas 20 en 1840 y otras 20, aproximadamente, dos años más tarde. En cualquier caso, no pasaron de 50.
Los opositores a Rosas dejaron una amplía colección de textos en donde denunciaban el accionar de la Mazorca. Entre ellos se destaca el poeta romántico José Mármol quien publicó en 1851 su novela Amalia, donde relataba:

Bandas de ellos, de distintas jerarquías y condiciones, empezaron a apostarse en las puertas de los templos, llevando cántaros con brea derretida y moños de coco punzó.

Estos trapos eran untados de brea, y a cuantas jóvenes salían del templo sin la gran mancha de la federación en la cabeza, tomábanlas brutalmente de la cintura, las arrastraban en medio de ellos, y sobre la cabeza linda y casta pegaban el parque embreado y empujaban luego, entre algarza y risas federales. [...] Empezó a temerse el salir a la vecindad. Los barrios céntricos de la ciudad eran los más atravesados en todas direcciones por aquellas bandas. [...] El antiguo federalista de principios, siempre que fuese honrado y moderado; el extranjero mismo, que no era ni unitario ni federal; el hombre pacífico y laborioso que no había sentido jamás una opinión política; la mujer, el joven, el adolescente, puede decirse, todos, todos, todos estaban envueltos, estaban comprendidos en la misma sentencia universal: o ser facinerosos o ser víctimas.